# Santa Cruz (Marinduque)
Santa Cruz è una municipalità di prima classe delle Filippine, situata nella Provincia di Marinduque, nella Regione del Mimaropa.
Santa Cruz è formata da 55 baranggay:
- Alobo
- Angas
- Aturan
- Bagong Silang Pob. (2nd Zone)
- Baguidbirin
- Baliis
- Balogo
- Banahaw Pob. (3rd Zone)
- Bangcuangan
- Banogbog
- Biga
- Botilao
- Buyabod
- Dating Bayan
- Devilla
- Dolores
- Haguimit
- Hupi

- Ipil
- Jolo
- Kaganhao
- Kalangkang
- Kamandugan
- Kasily
- Kilo-kilo
- Kiñaman
- Labo
- Lamesa
- Landy
- Lapu-lapu Pob. (5th Zone)
- Libjo
- Lipa
- Lusok
- Maharlika Pob. (1st Zone)
- Makulapnit
- Maniwaya

- Manlibunan
- Masaguisi
- Masalukot
- Matalaba
- Mongpong
- Morales
- Napo
- Pag-Asa Pob. (4th Zone)
- Pantayin
- Polo
- Pulong-Parang
- Punong
- San Antonio
- San Isidro
- Tagum
- Tamayo
- Tambangan
- Tawiran
- Taytay